# 피터 불
피터 세실 불(영어: Peter Cecil Bull, 1912년 3월 21일~1984년 5월 20일)은 영국의 성격배우다. 주요 배역으로는 《아프리카의 여왕》의 쾨니긴 루이스호 선장, 《톰 존스의 화려한 모험》의 스와컴, 《닥터 스트레인지러브》의 알렉시 드 사데스키 대사가 있다.

## 작품 목록
| 연도 | 제목                  | 원제              | 배역                    | 비고          |
| ---- | --------------------- | ----------------- | ----------------------- | ------------- |
| 1936 | 사보타주              | Sabotage          | 미하엘리스              | 언급되지 않음 |
| 1951 | 아프리카의 여왕       | The African Queen | 쾨니긴 루이스호 선장    |               |
| 1959 | 희생양                | The Scapegoat     | 아리스티드              |               |
| 1963 | 톰 존스의 화려한 모험 | Tom Jones         | 스와컴                  |               |
| 1964 | 닥터 스트레인지러브   | Dr. Strangelove   | 알렉시 드 사데스키 대사 |               |